# 9836 Орсет
9836 Орсет (9836 Aarseth) — астероїд головного поясу, відкритий 15 жовтня 1985 року.
Тіссеранів параметр щодо Юпітера — 3,369.